# Институт детской неврологии и эпилепсии имени Святителя Луки
Институт детской неврологии и эпилепсии имени Святителя Луки — медицинский центр, созданный известным эпилептологом К. Ю. Мухиным в 2010 году на базе Центра Детской Неврологии и Эпилепсии, открытого в 2006 году.
Институт специализируется на диагностике и лечении заболеваний нервной системы у детей, а также на детских и юношеских формах эпилепсии.
Главный врач: Мухина Людмила Николаевна.
Институт детской неврологии и эпилепсии имени Святителя Луки располагается в городе Троицке (Москва).
С 1 октября открыт Институт Детской и Взрослой Неврологии и Эпилепсии имени Святителя Луки на Юго-Западе Москвы.  
Своё название Институт получил в честь Святителя Луки, хирурга и архиепископа Русской православной церкви.